# Ľubotice
Ľubotice este o comună slovacă, aflată în districtul Prešov din regiunea Prešov. Localitatea se află la altitudinea de 286 m deasupra n.m., se întinde pe o suprafață de 8,32 km2 și în 2017 număra 3.392 de locuitori.

## Istoric
Localitatea Ľubotice este atestată documentar din 1298.

## Demografie
| An:                | 1994 | 2004    | 2014    | 2024    |
| ------------------ | ---- | ------- | ------- | ------- |
| Număr de persoane: | 2225 | 2783    | 3200    | 4103    |
| Diferență:         |      | +25,07% | +14,98% | +28,21% |

| An:                | 2023 | 2024   |
| ------------------ | ---- | ------ |
| Număr de persoane: | 3974 | 4103   |
| Diferență:         |      | +3,24% |